# 茨城ゴールデンゴールズ
茨城ゴールデンゴールズ（いばらきゴールデンゴールズ、IBARAKI GOLDEN GOLDS）は、萩本欽一が2005年に創設し日本野球連盟へ加盟する、社会人硬式野球クラブチーム。萩本自らがオーナー（部長）を務め、佐藤企画代表取締役の佐藤宏栄（佐藤宏榮）が球団の代表を務める。プロ野球マスターズリーグ事務局の支援を受けている。別名「欽ちゃん球団」、略称「茨城GG」、「GG」。

## 概要
茨城県稲敷市に本拠地を置いている。
萩本は「社会人野球の実業団（企業）登録球団が相次いで廃部の傾向にあること、またプロ野球も再編の波に押されるなど、野球界全体が揺れ動いていることを憂い、少しでも野球界の活性につながれば」とこのチームを結成することを決心する。
チーム命名者は糸井重里。社会人野球の頂点（金メダル）を目指して取り組む姿勢、更に、萩本が運営するチームということで「金の中の欽」という意味合いも兼ねて付けられる。なお、萩本は選手やコーチに自らを監督ではなく「欽督」と呼ばせている。また、農作業や地域のボランティア活動も練習の一環として捉え、「筋トレ」ならぬ「欽トレ」と名づけて取り入れている。
練習試合（オープン戦）に限り個人スポンサー制度を取り付け、スポンサーのついた選手については「企業（またはブランド）名+名前」を組み合わせた選手名を使用していた。また、その練習試合も全国各地を巡業、その地域の主力社会人クラブチームと対戦しており、萩本がハンドマイクを片手に試合の解説や選手の激励などを行う興行形式の試合を行うなど、従来のクラブチームとは運営方法が大きく異なっていた。しかし2006年に解散問題が発生（後述）、また2011年に片岡安祐美が監督に就任した際にはチームの運営方針を巡って従来の興行路線を維持したい萩本と地域密着型の運営に回帰したい片岡との間で見解の相違が起き、結果的に片岡側の意向に沿ったチーム運営が行われることとなった。これ以降、萩本はチームの運営には関与していない。
創立当時、テレビゲームの『実況パワフルプロ野球12』でサクセスモードにチームが登場。プロ以外の実在球団が登録されたのはこれが初めてのケース。エースはシーケル仁平（仁平翔）、4番は副島孔太であった。

## 沿革
- 2005年1月 創部。
- 2005年3月4日 茨城県野球連盟加盟承認。
- 2005年3月23日 日本野球連盟加盟承認。
- 2005年5月15日 全日本クラブ野球選手権北関東ブロック予選大会（開催地は群馬県太田市）優勝。創部半年足らずで早くも全国大会出場権獲得。
- 2005年6月29日 茨城県からNPO法人として認証される。
- 2005年9月3日 第30回全日本クラブ野球選手権に出場。1回戦で同じく初出場のオール苫小牧に15-1の7回コールド勝ちを収める。
- 2005年9月4日 同大会準々決勝でNOMOベースボールクラブと対戦し、1-2で敗れる。
- 2006年4月5日 萩本欽一が、全国のクラブ野球チームと茨城ゴールデンゴールズが対戦する「つくばゴールデンチャレンジカップ」を開催すると表明。
- 2006年7月18日 遠征先の北海道函館市で、所属選手だった山本圭一が淫行事件を起こしたことが発覚。
- 2006年7月19日 山本が起こした不祥事の責任を取る形で、萩本はチームの解散意向を表明した。（後述）
- 2006年7月22日 解散を撤回。
- 2007年9月10日 3度目の出場となった全日本クラブ野球選手権で初優勝し、日本選手権出場権を得る。
- 2008年8月11日 全日本クラブ野球選手権で2連覇を達成。
- 2010年10月26日 萩本欽一監督が勇退し、翌年より片岡安祐美が選手兼任監督となることが発表される。
- 2014年9月8日 第39回全日本クラブ野球選手権大会で3度目の優勝。

## 主要大会の出場歴・最高成績
- 社会人野球日本選手権大会：出場3回
- 全日本クラブ野球選手権大会：出場10回、優勝3回（2007-08,14年）
- JABA関東連盟クラブ選手権大会：優勝1回（2008年）

## 女子部について
2024年に硬式クラブの「茨城ゴールデンゴールズ女子チーム」（いばらきゴールデンゴールズじょしチーム）を創設した。創設者・初代監督は片岡安祐美。全日本女子野球連盟および全日本女子硬式野球クラブ連盟、関東女子硬式野球連盟に加盟している。片岡は男女両方の監督として指揮を執る方針で進めている。活動初年は互いに選手数確保のため、全府中女子硬式野球倶楽部の選手（片岡はコーチ）として派遣され合同チームで活動した。
主な出場大会
- ヴィーナスリーグ
- 全日本女子硬式クラブ野球選手権大会

## 主な在籍者
- 片岡安祐美

球団創設時から所属している。2011年より、選手兼任監督として二代目に就任。大学卒業後の2009年4月より佐藤企画にもタレントとして所属している（選手として唯一）。
女子部
- 六角彩子
- 志村亜貴子

### 元プロ野球選手の競技者登録
女子部
- 岡田桃香（元女子プロ野球）- 外野手 (2024 - )
- 長尾朱夏（元女子プロ野球）- 投手 (2024 - )

## 過去に在籍した選手
- パンチ佐藤（外野手。2005年の創立時に入団したが、同年熊球クラブに移籍）
- 上重聡（投手）
- 武井壮
- 山本圭壱（外野手。当時の登録名は「やまもと圭壱」。2006年、淫行事件を起こしたために除名処分を受けた）
- 仁平翔（投手。常総学院高校出身。2003年の第85回全国高等学校野球選手権大会優勝メンバー。2008年より信濃グランセローズに移籍し、2009年7月9日まで在籍した[5]。2013年現在はオール日立ドリームズに在籍[6]。）
- 桑原秀和

元プロ野球選手 (男子部)
- 藤本博史 →退団
- 酒井忠晴 →退団
- 福井敬治 →退団
- 吉田修司 →退団
- 鴨下瞬 →退団

## 過去に在籍した監督・コーチ・スタッフ
- 萩本欽一（初代監督として2010年まで務めた。背番号は「コント55号」から取って55番。球団オーナー（部長）は、監督辞任後も務める）
- 鹿取義隆（ヘッドコーチ。2005年限りで退団）
- 松沼博久（2006年 - 2009年ヘッドコーチ。2010年も欽ちゃんリーグのときのみコーチを務めた）
- 羽生田忠克（2006年コーチ。2007年に岩手21赤べこ野球軍団の監督に就任）
- 鈴木康友（2006年在籍）
- 副島孔太（外野手兼コーチ。2006年在籍）
- 山崎慎太郎（投手コーチ。2006年在籍）

スタッフ
- 岡本尚博（創立時より球団代表としてプロジェクトに参画。2010年退任[7][8]）
- 佐藤あつし

## チームマスコット
黄色の帽子をかぶり、「欽ちゃん走り」をしているパンダ。目が「ゴールデンゴールズ」の頭文字「G」になっている。チームの名付け親でもある糸井重里によって作られ、自ら「丼丼（どんどん）」と名づけている（どんぶり勘定の「どん」、丼めしの「どん」、「欽ドン!」の「どん」などに由来）。

## 姉妹チーム構想
2005年6月、宮崎県日向市（春季キャンプ会場）での練習試合後、萩本は「宮崎にもゴールデンゴールズを作りたい」と、日向市を本拠とした姉妹チームを結成したい構想を明らかに、その後宮崎ゴールデンゴールズが結成された（2018年解散）。

## 不祥事・解散報道
2006年7月16日に行われた『函館太洋倶楽部』の創立100周年記念試合の対戦相手として招待されたが、その2日後の7月18日に、同市滞在中に所属選手だった山本圭一が、7月15日に函館市内にて、17歳の少女と飲酒や少女に淫らな行為をしたとして、北海道の函館西警察署に事情聴取されていたことが発覚。山本は7月18日、都内にて、所属事務所である吉本興業から解雇が言い渡された。さらに、山本の他に選手2名も少女に酒を飲ませたとして事情聴取を受けており、このため萩本は道義的責任を取るとして、7月19日に時期未定ながらチームの解散を発表した。
8月22日に行われた球団の農場開園式にて、選手数を半分以下にするなど球団改革を行うと発表、選手全員を対象として試合実績や練習態度などを評価し、2週間後をめどに約20人を選抜、チームの再編を目指すとして、9月10日球団事務所にて所属選手の半数近くを削減するリストラを正式に発表した。所属の40選手中、山本に関わっていた2人を含む16選手が退団。5選手は自主退団を拒否、この事により5選手は試合には出場できないが、退団もしない「処分保留」となった。なお、山本については最も重い「除名処分」となっている。山本はその後、2007年の日向キャンプにも訪れたりしているが、萩本によりすぐに追い返された。